# Jan Wujda
Jan Wujda (ur. 4 maja 1915 w Bobulińcach, zm. 2 sierpnia 1973 w Szczecinku) – polski ksiądz rzymskokatolicki, kanonik, kapłan diecezji koszalińsko-kołobrzeskiej, rektor i dyrektor Niższego Seminarium Duchownego w Gorzowie Wielkopolskim, duszpasterz-pionier na Ziemiach Odzyskanych.

## Życiorys

### Dzieciństwo i młodość
Urodził się 4 maja 1915 w Bobulińcach jako syn Karola i Tacjanny z domu Kubasiewicz. Ojciec zginął podczas I wojny światowej, matka zmarła w 1920. Sierotą zaopiekował się wuj – Feliks Kubasiewicz. Szkołę podstawową ukończył w rodzinnej miejscowości. Dzięki proboszczowi Józefowi Wołczańskiemu został przyjęty do Państwowego Gimnazjum w Buczaczu, które ukończył w 1935 zdając egzamin dojrzałości. W tym samym roku został przyjęty do lwowskiego Seminarium Duchownego.

### Posługa duszpasterska w rodzinnej diecezji
Biskup Eugeniusz Baziak 20 września 1939 udzielił mu święceń kapłańskich. Do marca 1940 kontynuował studia teologiczne. Od kwietnia 1940 pełnił funkcję wikariusza w parafii Kozowa do 5 sierpnia 1945.

### Praca na Ziemiach Odzyskanych
Po przyjeździe na Ziemie Odzyskane 20 sierpnia 1945 znalazł się w Stargardzie wraz z proboszczem Karolem Chmielewskim. Później duszpasterzował także w Chociwlu i Drawnie. Od 15 grudnia 1945 do 3 czerwca 1946 pracował jako wikariusz parafii katedralnej w Gorzowie Wielkopolskim. 4 czerwca 1946 otrzymał nominację na rektora Niższego Seminarium Duchownego w Gorzowie Wielkopolskim. W tym samym roku (październik) został prefektem, a 9 października 1948 dyrektorem tegoż seminarium, którą to funkcję pełnił do sierpnia 1960. 1 września 1960 rozpoczął pracę w Wydziale Nauki Katolickiej Kurii Biskupiej. Pełnił funkcję wizytatora żeńskich zgromadzeń zakonnych na terenie administracji apostolskiej ze stolicą w Gorzowie Wielkopolskim. Bp Wilhelm Pluta 21 grudnia 1960 mianował go konsultorem diecezjalnym (nominacje ponowiono 21 grudnia 1963 i 4 marca 1967).
6 października 1961 został mianowany koadiutorem w parafii mariackiej w Słupsku, a w grudniu tegoż roku wicedziekanem dekanatu Słupsk-Północ. 3 listopada 1962 został proboszczem w Miastku. W maju 1963 został wicedziekanem dekanatu Bytów, a 25 lipca 1970 dziekanem tego dekanatu. Bp Pluta 6 sierpnia 1969 powołał proboszcza Miastka na członka rady kapłańskiej diecezji gorzowskiej.
13 lutego 1971 został mianowany tymczasowym wikariuszem zarządcą parafii Ducha Świętego w Szczecinku, a 30 marca tego roku jej administratorem. Jednocześnie otrzymał nominację na wicedziekana dekanatu szczecineckiego.

### Kapłan diecezji koszalińsko-kołobrzeskiej
Po utworzeniu diecezji koszalińsko-kołobrzeskiej bp Ignacy Jeż mianował go dziekanem dekanatu szczecineckiego oraz dziekanem rejonu szczecineckiego. W czerwcu 1973 jedyna parafia w Szczecinku została podzielona na dwie, w związku z czym został proboszczem nowej parafii mariackiej.
Zmarł nagle 2 sierpnia 1973. Pochowany 4 sierpnia 1973 na cmentarzu komunalnym w Szczecinku (kwatera 10).